# Aimé Marie Gaspard de Clermont-Tonnerre
Aimé Marie Gaspard de Clermont-Tonnerre, francoski general, * 27. november 1779, Pariz, Francija, † 8. januar 1865, Château de Glisolles, Eure.